# Saint-Léger-en-Bray
Saint-Léger-en-Bray là một xã ở tỉnh Oise Hauts-de-France phía bắc Pháp. Xã Saint-Léger-en-Bray nằm ở khu vực có độ cao trung bình 89 mét trên mực nước biển.